# 江上健二
江上 健二（えがみ けんじ、生年不詳 - 2021年5月11日）は日本の舞台俳優。元劇団四季所属。

## 人物
- 福岡県久留米市出身。19歳の時に演劇の道を志し、芝居の教室に通う。
- その後、上京し、クラシックバレエやジャズダンスのレッスンを受ける。
- 21歳の時に見た劇団四季の「35ステップス」に感動し、劇団四季への入団を目指す。
- 1992年劇団四季創立四十周年記念オーディション合格。劇団での経験を積み、創立四十五周年を記念した「劇団四季ソング＆ダンス」への出演を果たす。
- 膝を故障し舞台に立てなくなった時、劇団内の歌の試験を受ける。リスクの高いチャレンジだったが、演出家に認められ、「はだかの王様」のアップリケ役で出演を果たす。
- 2021年5月13日、肝細胞がんにより川崎市内の病院で同年5月11日に死去していたことが劇団四季より発表された。享年54。喪主は兄が務めた。結果的に前年の12月に大阪四季劇場で上演された「リトルマーメイド」のスカットル役が現役最後の舞台となった[1][2][3][4]。

## 出演作品
- 「コーラスライン」
- 「はだかの王様」（アップリケ）
- 「ハムレット」
- 「冒険者たちーガンバとその仲間ー」
- 「ジーザス・クライスト＝スーパースター」
- 「クレイジー・フォー・ユー」
- エビータ
- 「美女と野獣」(ルフウ)
- 「アンデルセン」
- 「劇団四季ソング＆ダンス」(ダンスパート)
- 「ミュージカル異国の丘」(大森)
- 「王様の耳はロバの耳」
- 「ライオンキング」(バンザイ、ティモン)
- 「リトル・マーメイド 」(スカットル)